# Peniophora robusta
Peniophora robusta är en svampart som beskrevs av Parmasto 1968. Peniophora robusta ingår i släktet Peniophora och familjen Peniophoraceae.   Inga underarter finns listade i Catalogue of Life.